# Hans-Erik Nordin

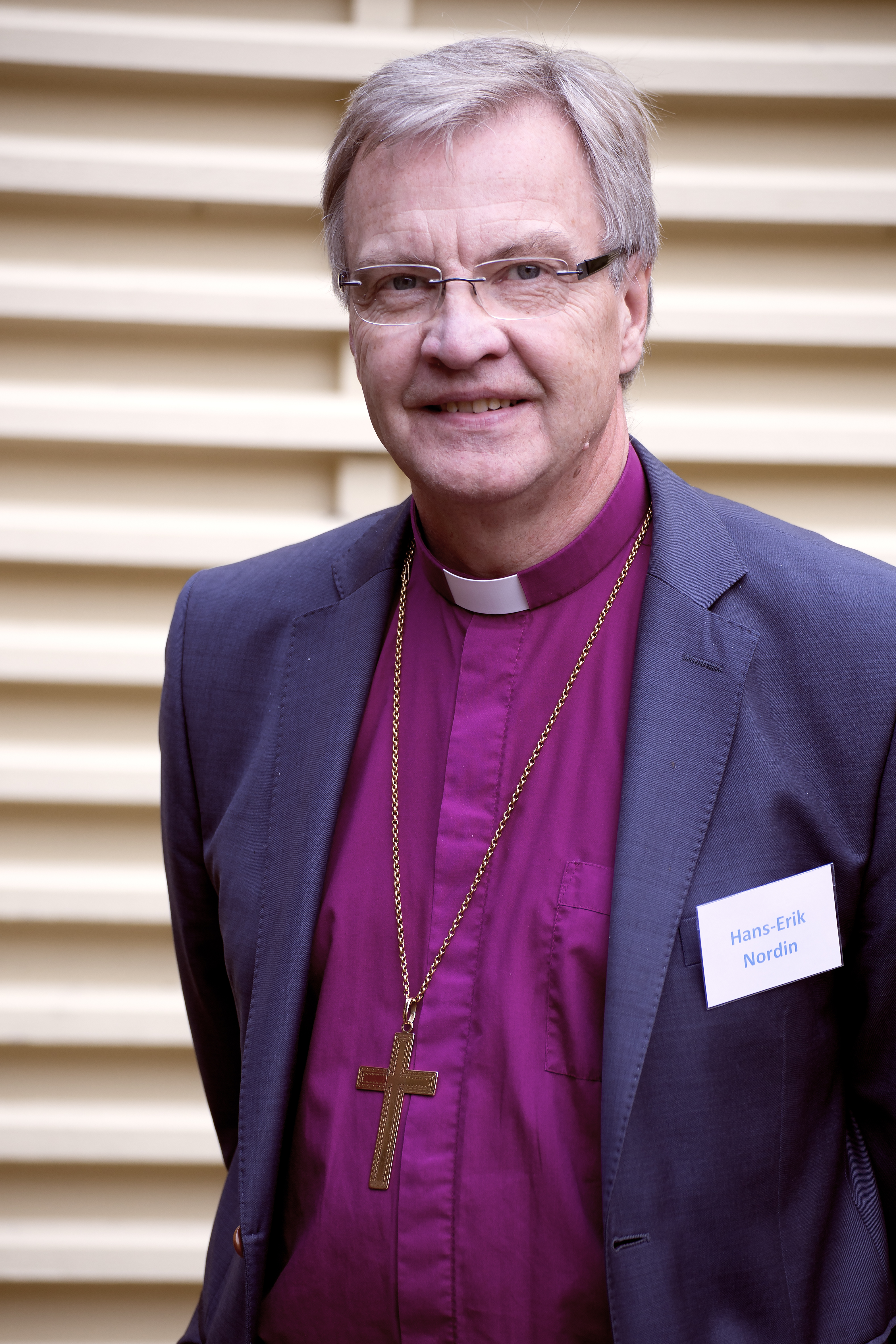

Hans-Erik Nordin (* 1949 in Källfors, Gemeinde Örnsköldsvik) ist ein schwedischer lutherischer Theologe und emeritierter Bischof.

## Leben
Nach seiner Schulzeit studierte Nordin Theologie in Schweden. Er wurde 1977 ordiniert und war unter anderem Pfarrer in Linköping und Schulpfarrer in Vadstena. 1999 wurde er zum Dr. theol. promoviert. Von 2000 bis 2005 war er im Bistum Strängnäs der Schwedischen Kirche für theologische Fragen zuständig; von 2005 (Einführung am 25. September) bis zu seinem Ruhestand 2015 amtierte er dort als Bischof.